# Jan (Aleksiejew, biskup permski)
Jan, imię świeckie Ilja Iwanowicz Aleksiejew (ur. 4 czerwca?/16 czerwca 1862 w Petersburgu, zm. 19 grudnia 1904?/1 stycznia 1905) – rosyjski biskup prawosławny.

## Życiorys
Pochodził z rodziny rzemieślniczej. W 1883 ukończył seminarium duchowne w Petersburgu i podjął studia w Petersburskiej Akademii Duchownej. W czasie ich trwania, w 1885, złożył wieczyste śluby mnisze. 4 kwietnia 1887 został wyświęcony na hieromnicha; w tym samym roku uzyskał w Akademii tytuł kandydata nauk teologicznych. W 1892 podniesiony do godności archimandryty. Od 1895 do 1899 kierował jako rektorem Aleksandrowskim misyjnym seminarium w Ardonie.
24 marca 1899 miała miejsce jego chirotonia na biskupa czeboksarskiego, wikariusza eparchii kazańskiej. Od 1902 do swojej śmierci w 1905 był następnie biskupem permskim i solikamskim. Przed śmiercią całkowicie stracił wzrok.